# Castell de Ralleu
El Castell de Ralleu va ser una fortificació medieval que protegia el poble de Ralleu, de la comarca del Conflent, a la Catalunya del Nord.
Les seves restes eren a l'extrem oriental del poble, al lloc on ara hi ha l'església de Sant Julià i Santa Basilissa.

## Història
El castell és esmentat des del segle xiii, tanmateix, la senyoria de Ralleu, juntament amb les de Paracolls i Conat, el segle xii era en mans de Guillem Bernat de Paracolls, marit de Blanca de Conat. El 1305, els marmessors dels darrers hereus de Guillem Bernat cediren al rei la seva part del Castell de Ralleu. El 1341 aquestes possessions foren infeudades a Joan, vescomte d'Èvol, el qual, després d'una complexa línia d'heretatges i cessions, arribà a mans dels Oms, que annexaren Ralleu a la baronia de Saorra.